# Rip It Up (журнал)
Rip It Up — новозеландский музыкальный журнал публиковавшийся дважды в месяц, с 1977 по 2015 годы.

## История
Созданный в июне 1977 года в виде ежемесячного бесплатного буклета, к середине 1980-х Rip It Up разросся до полноценного журнала с тиражом 30 000 экземпляров. Появившись в период бума панк-рока и новой волны первые несколько лет он был сконцентрирован на этих двух жанрах, а также местных музыкальных направлениях, таких как данидин. В течение многих лет Rip It Up оставался самым популярным новозеландским источником информации о рок-музыке. В настоящее время бэк-каталог журнала предоставляет собой исчерпывающий источник информации об истории развития новозеландской рок-музыки.
Созданный Мюрреем Каммиком и Алистером Дугалом, Rip It Up в течение четырнадцати лет распространялся бесплатно через музыкальные магазины в виде музыкальной бюллетени (низкого качества производства). В 1991 году журнал стал платным (2 новозеландских доллара), что напрямую сказалось на качестве бумаги — вместо газетной она стала глянцевой.

## Редакторы
Мюррей Каммик был первым редактором журнала и руководил им практически единолично в течение нескольких лет. Также, в разные годы редакторами издания были: Дэвид Лонг (ныне спортивный журналист Fairfax Media), Скотт Кара (позже
работавший в The New Zealand Herald), Мартин «Бомбер» Брэдбери (радио- и телеведущий), покинувший Rip It Up в 2005 году, и Фил Белл (он же DJ Sir-Vere), который ушёл в августе 2011 года, чтобы стать программным директором популярной городской радиостанции Mai FM.
Rip It Up был закрыт в 2015 году. Архивы и бренд журнала принадлежат Саймону Григгу.